# 曲山紫乃
曲山 紫乃（まがりやま しの、1987年9月20日 - ）は、日本の女子水球選手である。ポジションはセンターバック。日本代表。山形県出身。日本体育大学卒業。山形県体育協会/山形シャークス所属。2012年から2016年まではドイツのSVBayer Uerdingen08に在籍していた。
2014年9月の仁川アジア大会で銀メダル獲得。
2018年8月のジャカルタアジア大会で金メダルを目標とするも、3位に終わった。